# Sermão do Mandato
O Sermão do Mandato é o título comum a alguns dos sermões que fazem parte da obra do Padre António Vieira, e foram escritos entre 1643 e 1670.